# Vélez-Blanco
Vélez-Blanco es una localidad y municipio español situado en la parte nororiental de la comarca de Los Vélez, en la provincia de Almería. Limita con los municipios almerienses de Vélez-Rubio y María; con el municipio granadino de la Puebla de Don Fadrique; y con los municipios murcianos de Caravaca de la Cruz y Lorca. Por su término discurren el río Caramel, la cañada del Salar y la rambla de Chirivel.El municipio egetano es el más septentrional de toda la provincia de Almería. 
Se encuentra situado a una altitud de 1070 metros y a 164 kilómetros de la capital de provincia, Almería.
Cuenta con un castillo del siglo XVI, vinculado a los Fajardo. También destacan la iglesia de Santiago, el Convento de San Luis y la Cueva de los Letreros, en la que se encuentra el Brujo, menos conocida que el Indalo (que se encuentra en otra cueva), una pintura rupestre del Neolítico tardío o Edad del Cobre que representa una figura humana, y que se ha convertido en el signo de la provincia de Almería. La cueva de los Letreros fue declarada Monumento Histórico Nacional en 1924 y posteriormente en 1998 también Patrimonio de la Humanidad por la Unesco. 

## Toponimia
El topónimo Vélez, según el padre Tapia, tiene un origen íbero, apoyándose en hallazgos arqueológicos pero sin una justificación lingüística, y conectándolo con el antroponímico beles y este con el protovascuence beltz, con significado de negro. De todas formas, Ferrán Torra defiende una raíz latina relacionada con el término vallis, traducción de valle.

### Gentilicio
Tanto Vélez-Blanco como Vélez-Rubio comparten los mismos gentilicios, egetano y egetana, aunque cabe destacar que este término fue acuñado en primera instancia por Vélez-Blanco y, más tarde, Vélez-Rubio adoptó el mismo vocablo para sus habitantes.[cita requerida]

## Historia
El actual Vélez-Blanco se asienta en el mismo lugar en que se erigió la población musulmana hacia el siglo XIII, construyendo una alcazaba sobre la que posteriormente se edificaría el castillo de los Marqueses de los Vélez.
La Morería constituye el núcleo más primitivo, con sus viviendas escalonadas teniendo siempre como eje el Castillo.
La población se encontraba rodeada por una doble muralla: la primera muralla abarcaba la alcazaba y la mezquita (actual Iglesia de la Magdalena). Entre esta muralla y la segunda línea se encuentra el barrio de La Morería.
Las murallas exteriores bajaban desde la fuente de los Cinco Caños hasta la plazoleta del Mesón, bordeaba las calles de Palacio y Calasparra y en su conjunción se abría un portillo para salida a las huertas.
En los Caños de Caravaca había una puerta, y desde aquí la muralla subía a dar la vuelta al cerro hasta unirse con la puerta de los Cinco Caños. Al exterior de las murallas se encontraban los arrabales.
En el año 1507 comienza la construcción del castillo de los Fajardo; para ello fue necesario demoler parte de la alcazaba árabe y sobre sus cimientos se levanta el nuevo edificio.
La población rebasa el barrio de la Morería y se abren nuevas calles y se construyen nuevas viviendas destinadas a albergar a la población cristiana. Surgen las principales calles, como la de La Corredera. A todo lo largo del siglo XVI, la población se extiende por la falda del monte y por las zonas llanas. Se edifica la Iglesia de Santiago que pasará a convertirse en el eje en torno al cual gira la vida social y comercial del pueblo.
Otra construcción de gran transcendencia para el desarrollo urbanístico y la configuración actual del pueblo, será el Convento de San Luis Obispo, mandado levantar por Luis Fajardo entre 1601 y 1615 al otro lado del Barranco de las Fuentes. Fue ocupado por la orden franciscana hasta 1835 y, entre 1916 y 1996, por las Franciscanas Concepcionistas. Este edificio pronto se convierte en el centro polarizador de un nuevo núcleo de población, que dará lugar al "Barrio". Este nuevo barrio, zona de expansión en el siglo XVIII, queda organizado en torno al eje formado por la calle San Francisco, a partir de la cual, y siguiendo la topografía del terreno, se irán levantando las casas.
En líneas generales, se trata de viviendas sencillas, de una o dos plantas, con muros encalados y cubiertas de teja. En los siglos XVII y el XVIII, con el aumento demográfico experimentado en la población, se termina de configurar el casco histórico. Así su estructura urbana actual viene definida por la carretera de Vélez-Rubio a María que atraviesa la ciudad, el cerro del Castillo y el de las Fuentes al oeste, abruptas vertientes al norte y al sur, y el este viene delimitado por el Barranco de la Canastera y el de las Fuentes.

## Geografía humana

### Organización territorial
Además de la cabecera municipal, Vélez-Blanco cuenta también con varias entidades de población según el nomenclátor publicado por el Instituto Nacional de Estadística: Alara, Alcoluche, Canales, Derde, Las Juntas, Macián, Las Cobatillas, Mancheño, Los Molinos, Montailón, Montalviche, El Piar, Rambla Seca, El Río Claro, Solana, El Cercado, Taibena y Topares.

### Demografía
Cuenta con una población de 1933 habitantes (INE 2024).
| Gráfica de evolución demográfica de Vélez-Blanco entre 1842 y 2021                                                    |
| |
| Población de derecho según los censos de población del INE. Población de hecho según los censos de población del INE. |

### Urbanismo
Estructura urbana

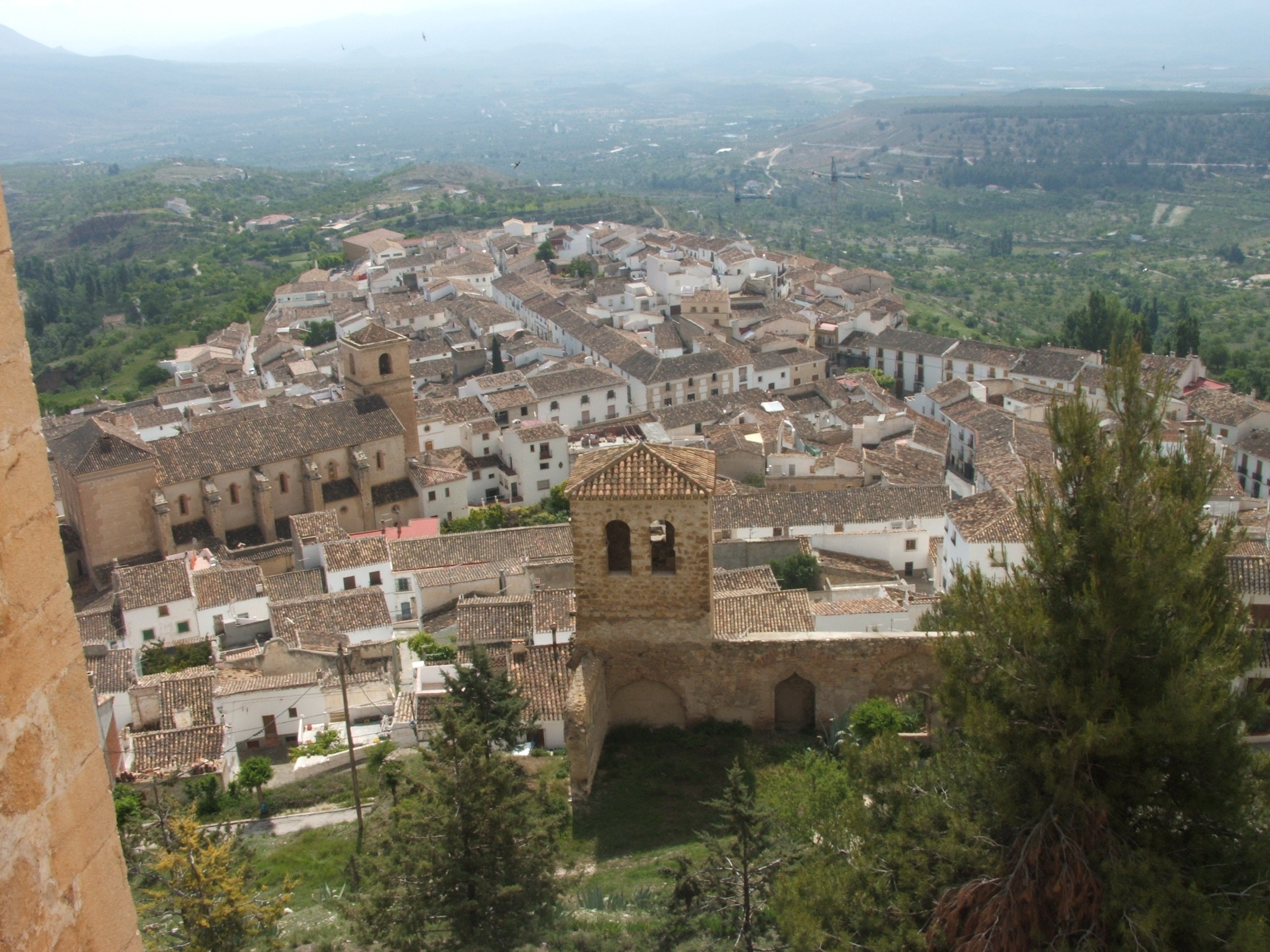
Vista de Vélez-Blanco desde el castillo.

Lo accidentado del terreno y su delimitación física, determinan la configuración urbana. Las hileras escalonadas y con continuos cambios de pendiente y rasante han creado un ambiente paisajístico muy homogéneo y bien conservado, con un Patrimonio edificado de gran unidad, fraguado a lo largo de los siglos y conformado de manera definitiva durante los siglos XVIII y XIX. 
Su importante pasado histórico queda atestiguado por el Castillo de los Fajardo, el elevado número de edificios y casas palaciegas y sus edificaciones singulares. 
La arquitectura tradicional de Vélez-Blanco subsiste de manera mayoritaria, y junto a ella la arquitectura mudéjar, renacentista, barroca e historicista, asentada sobre un trazado urbanístico cuya tipología responde a los mismos cánones de su arquitectura.
El casco histórico que se delimita, se percibe como una unidad urbana, que coincide con exactitud con los límites actuales debido a lo accidentado del terreno que ha dificultado la expansión. En su interior se encuentran todos los edificios, espacios urbanos y elementos singulares que tienen especial relevancia, como testimonio de la cultura y evolución de la comunidad.

### Economía

#### Evolución de la deuda viva municipal
| Gráfica de evolución de Deuda viva del Ayuntamiento de Vélez-Blanco entre 2008 y 2019                                |
| |
| Deuda viva del Ayuntamiento de Vélez-Blanco en miles de Euros según datos del Ministerio de Hacienda y Ad. Públicas. |

## Símbolos
Vélez-Blanco consiguió una autorización por parte de la Junta de Andalucía para adoptar sus símbolos en junio de 2011, pero no ejerció ese derecho hasta febrero de 2013. El municipio cuenta con un escudo, bandera y logotipo adoptados de manera oficial.

### Escudo
Su descripción heráldica es la siguiente:

En campo de oro tres rocas de su color, puestas en faja, sobre ondas de azur y plata, sumada cada roca de una rama de ortiga con siete hojas de sinople. Sobre todo corona de Marqués de oro y rodeado de lambrequines.

### Bandera
La enseña del municipio tiene la siguiente descripción:

Paño de proporciones 2/3 de color blanco, bordura, color rosa. En el centro el escudo municipal. 

### Logotipo
Dibujo antropomórfico masculino, se representa de pie y de frente, con las piernas en ángulo y los brazos invertidos, uno hacia arriba flexionado y otro extendido hacia abajo, con sendas “hoces” en las manos. Su cabeza, con un solo ojo central, presenta dos cuernos largos ensortijados y del derecho cuelga un fruto.

## Política
Los resultados en Vélez-Blanco de las últimas elecciones municipales, celebradas en mayo de 2023, son:
| Candidatura   | Candidatura                              | Votos | %                               | Escaños                         |
| ------------- | ---------------------------------------- | ----- | ------------------------------- | ------------------------------- |
|               | Partido Popular (PP)                     | 852   | 72,26                           | 7                               |
|               | Partido Socialista Obrero Español (PSOE) | 288   | 24,42                           | 2                               |
|               | Vox                                      | 31    | 2,62                            | 0                               |
| Votos válidos | Votos válidos                            | 1179  | 99,26                           | 9                               |
| Votos nulos   | Votos nulos                              | 16    | Participación: \| \| 79,61 % \| | Participación: \| \| 79,61 % \| |
| Votantes      | Votantes                                 | 1195  | Participación: \| \| 79,61 % \| | Participación: \| \| 79,61 % \| |
| Electores     | Electores                                | 1501  | Participación: \| \| 79,61 % \| | Participación: \| \| 79,61 % \| |
|               | 79,61 %                                  |       |                                 |                                 |

### Alcaldes

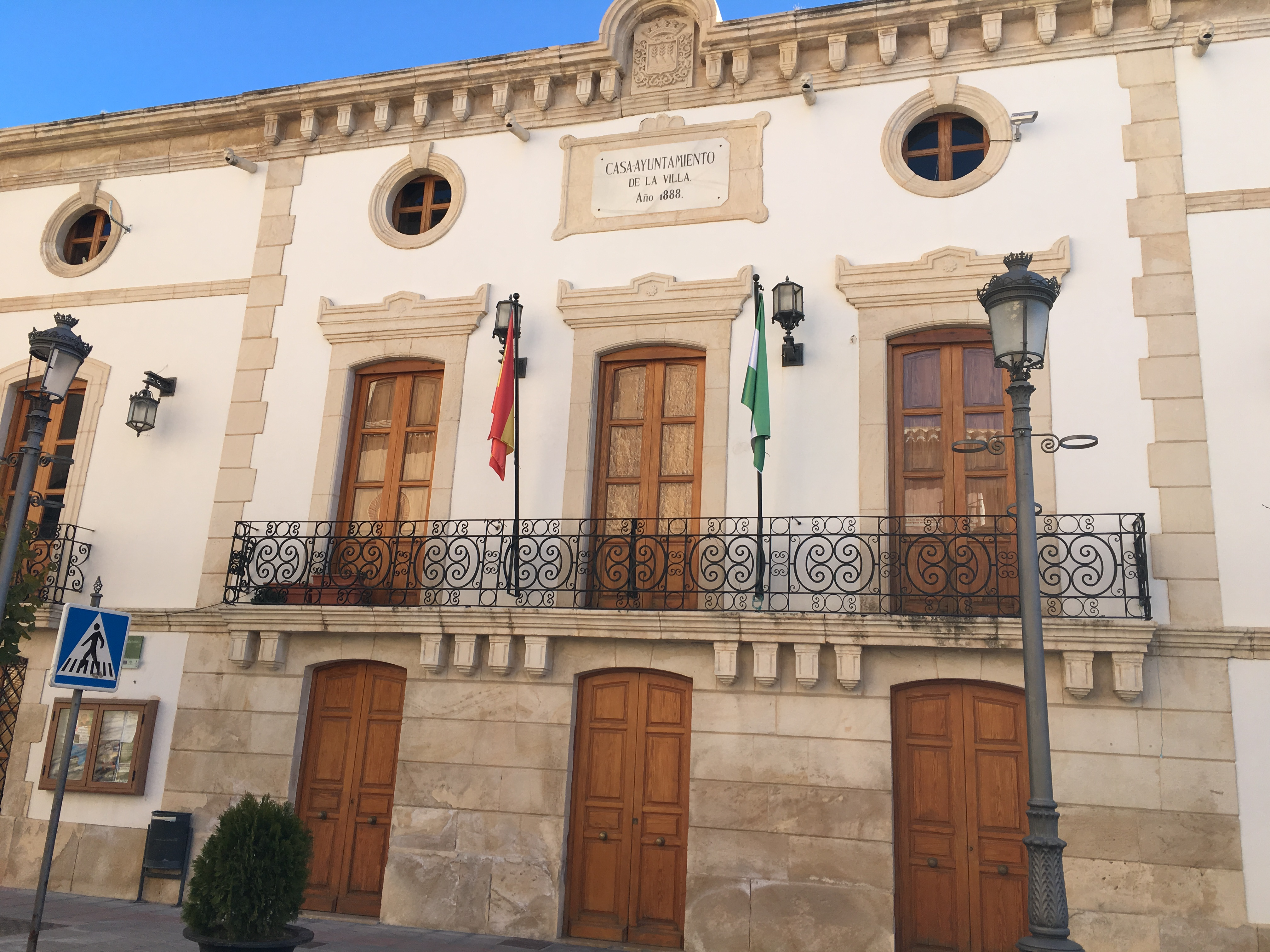
Casa Consistorial de Vélez-Blanco

| Legislatura | Nombre                                                              | Grupo          |
| ----------- | ------------------------------------------------------------------- | -------------- |
| 1979-1983   | Luis José Ramírez Pérez                                             | UCD            |
| 1983-1987   | Eusebio Montoro Gazque (1983-1986) José Carrión Jiménez (1986-1987) | Independientes |
| 1987-1991   | José Joaquín Martínez López                                         | PSOE           |
| 1991-1995   | José Joaquín Martínez López                                         | PSOE           |
| 1995-1999   | Carlos Ángel Carrión Navarro                                        | PSOE           |
| 1999-2003   | Carlos Ángel Carrión Navarro                                        | PSOE           |
| 2003-2007   | Antonio Cabrera Gea                                                 | PA             |
| 2007-2011   | Antonio Cabrera Gea                                                 | PSOE           |
| 2011-2015   | Antonio Cabrera Gea                                                 | PSOE           |
| 2015-2019   | Antonio Cabrera Gea                                                 | PSOE           |
| 2019-2023   | Pedro Luis Díaz Gil                                                 | Cs             |
| 2023-act.   | Ana María López López                                               | PP             |

## Servicios públicos

### Educación
En Vélez-Blanco se puede encontrar el CPR Los Vélez, debiendo el alumnado acudir después al IES Velad Al Hamar, en la vecina localidad de Vélez-Rubio, para continuar su educación obligatoria. También existe una escuela pública de danza en el municipio.

### Sanidad
La cabecera municipal cuenta con un consultorio, existiendo un segundo en la pedanía de Topares, dependientes del Hospital La Inmaculada, y abiertos de lunes a viernes.

## Cultura

### Patrimonio
Civil
- Arte rupestre del arco mediterráneo de la península ibérica en Vélez-Blanco: El 2 de diciembre de 1998 se inscribió el Arte rupestre del arco mediterráneo de la península ibérica en el catálogo de bienes culturales considerados Patrimonio Mundial (Patrimonio de la Humanidad) en la XXII sesión de la UNESCO, junto a otras representaciones de la provincia de Almería y de las otras provincias mediterráneas.

Se inscribieron más de 700 estaciones con pinturas rupestres de las comunidades autónomas de Andalucía, Aragón, Castilla-La Mancha, Cataluña, Murcia y Valencia. En este contexto es importante recordar que el expediente de inscripción de estos bienes en el catálogo contó con la destacada participación del velezano Julián Martínez García, ex director general de Bienes Culturales de la Consejería de Cultura de la Junta de Andalucía y del Ministerio de Cultura. Una de las reuniones de trabajo se celebró precisamente en Vélez-Blanco, en 1996.
La conmemoración en el año 2008 de este hecho tan significativo para la comarca de los Vélez también fue el momento para homenajear a Federico de Motos, persona que tanto contribuyó a la investigación y difusión, entre otros temas, del arte rupestre. Próximamente se editará una compilación de todos sus estudios con una introducción biográfica.
La lista de abrigos Patrimonio de la Humanidad situados en Vélez-Blanco es:
- Abrigo de Las Tejeras;
- Abrigo de Las Colmenas;
- Abrigos del Estrecho de Santonge;
- Abrigo del Gabar;
- Abrigos de Los Lavaderos de Tello;
- Cueva de Ambrosio (yacimiento paleolítico);
- Abrigos del Maimón: Yedra, Los Letreros, Letreros Inferior, Molinos I, Molinos II, Panal, Hoyos I, Hoyos II y Las Covachas;
- Abrigos de la Sierra de María (entre los municipios de Vélez-Blanco y María).

- Monumento natural Cueva de Ambrosio: El yacimiento arqueológico de La Cueva de Ambrosio se sitúa en el extremo norte del municipio de Vélez-Blanco (Almería) en una zona agreste, surcada por el arroyo del Moral y a una altitud de 1083 metros sobre el nivel del mar. Se trata de un gran abrigo rocoso con 40 metros de amplitud, con una altura y profundidad que alcanza los 20 metros. La cavidad está dividida en su zona media-exterior por un inmenso bloque, cuyo desprendimiento se produjo hacia 1902 desde el gran cantil de más de 100 metros de altura que delimita la llamada Cuerda de Tello.

En breve se cumplirá el primer centenario de las primeras excavaciones realizadas por Federico de Motos y el abate Henri Breuil en 1911. En 1944 Eduardo Jiménez Navarro excavó prácticamente en su totalidad el nivel Neolítico, pero fue en 1958 cuando el profesor Eduardo Ripoll Perelló inició una serie de campañas que se prolongaron hasta 1964, momento en que se puso de manifiesto la importancia de esta yacimiento a través de sus diferentes niveles de ocupación que iban desde el Solutrense Medio hasta el Neolítico. En 1981 el profesor Sergio Ripoll López retomó las investigaciones sistemáticas, trabajos que se han prolongado de una forma más o menos continuada hasta la actualidad. Las excavaciones llevadas a cabo han permitido constatar la existencia de tres niveles solutrenses (entre 23.000 y 16.000 años antes del presente), mientras que los niveles postpaleolíticos documentados con anterioridad ya han desaparecido prácticamente de este yacimiento arqueológico.
La Cueva de Ambrosio constituye uno de los yacimientos solutrenses más importantes por la cantidad y calidad de los materiales que se han recuperado, destacando las magníficas puntas de aletas y pedúnculo y las puntas de muesca (puntas de flecha) así como las conocidas como hojas de laurel (puntas de lanza). El conjunto de análisis interdisciplinares llevados a cabo y publicados en numerosas revistas tanto nacionales como internacionales, nos permiten plantear la hipótesis que este refugio natural se ocupó de forma continuada durante algunas décadas entre los meses de junio y diciembre. Imaginamos que las condiciones climáticas (nos encontramos en plena era glaciar con unos 10 °C. menos de media) debían de ser muy rigurosas en los meses invernales y por lo tanto estos primeros velezanos -físicamente idénticos a nosotros- se trasladaban a otras zonas más cálidas, posiblemente hacia la costa. Durante sus estancias, cazaban muchísimos conejos, algunos caballos, cabras, ciervos, jabalíes y zorros y complementaban su dieta con bayas y frutos, mientras aprovechaban para renovar sus útiles hechos en sílex.
Pero también tuvieron ocasión de plasmar en las superficies rocosas una parte de su sentir estético y espiritual a través de algunas pinturas y grabados que Sergio Ripoll y su equipo descubrieron el 10 de septiembre de 1992. Actualmente se han identificado 18 figuras en dos paneles, destacando un espléndido caballo pintado en ocre rojo, aunque el estudio no ha concluido y se anuncian nuevos descubrimientos. La importancia de este conjunto de arte rupestre radica en que todas estas manifestaciones estaban cubiertas por los niveles arqueológicos y por lo tanto se pueden fechar con mucha precisión.
En el año 2002 la Dirección General de Bienes Culturales de la Consejería de Cultura de la Junta de Andalucía, llevó a cabo un proyecto de musealización del yacimiento para facilitar su difusión y conservación.
- Cueva de los Letreros, uno de los abrigos pintados más importantes del sur peninsular. Sus dimensiones son 25 metros de anchura, por unos 6 de profundidad y una altura que oscila en el área central entre los 8 y 10 metros.

Sus pinturas se distribuyen en siete paneles, algunos localizados en bloques del suelo, siendo el más importante el panel principal, localizado en la pared izquierda del abrigo. Este panel se desarrolla desde el suelo hasta una altura de tres metros y contiene un número de figuras entre las que destacan el denominado Hechicero de Los Letreros y un conjunto de figuras bitriangulares entrelazadas que representan una forma de organización social basada en el parentesco. Igualmente aparecen cuadrúpedos (ciervos y cabras) así como figuras ramiformes, ondulaciones, soliformes y numerosas figuras antropomorfas. El resto de paneles incorporan algunas escenas particulares, como en el caso de la danza localizada en un bloque del suelo, además aparecen figuras reticuladas, zoomorfos pictiniformes, antropomorfos de brazos en asa con tocado radial, etc. En el panel 7, el más alto que aparece a la derecha de todos los demás, se observa un antropomorfo con brazos largos ondulados que ha sido considerada una escena de caza.

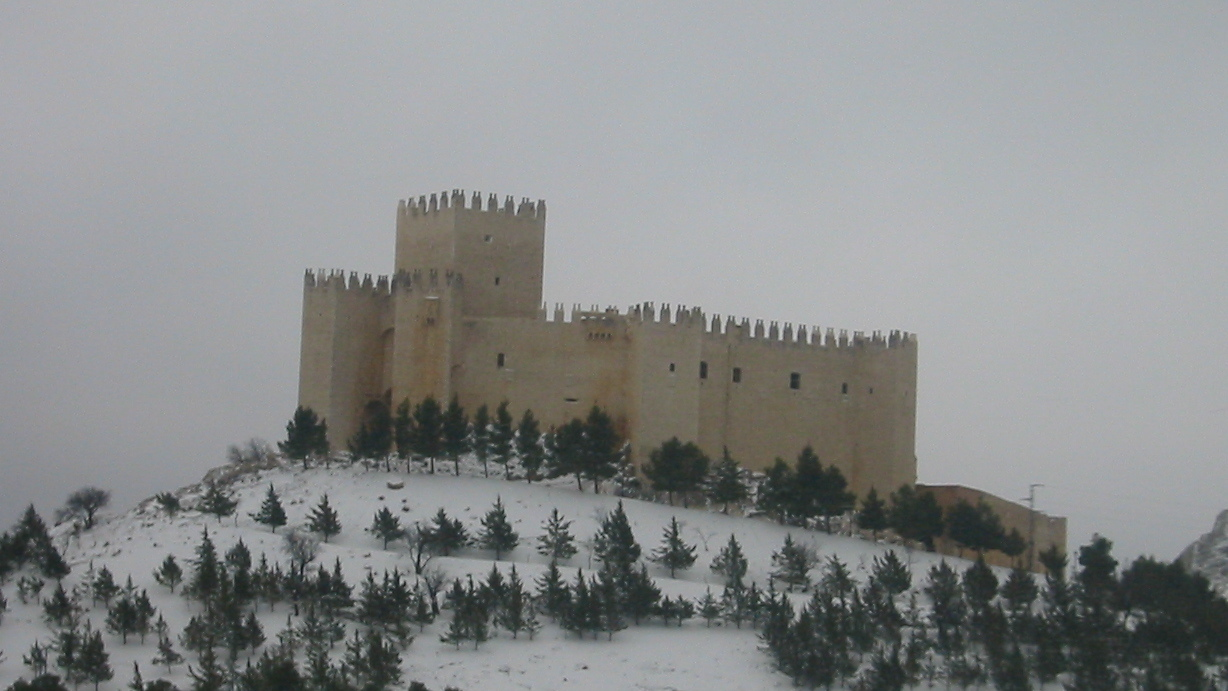
Castillo de Vélez-Blanco

- Conjunto Histórico de Vélez-Blanco, un conjunto homogéneo y con un alto valor patrimonial.

Vélez-Blanco pertenece a la red patrimonia, una iniciativa de turismo sostenible que trata de poner en valor el patrimonio turístico de la zonas rurales. Este proyecto está compuesto por 23 municipios de 6 provincias andaluzas declarados conjuntos históricos-artísticos o ser representativos de la arquitectura popular de Andalucía desarrollando durante los años 2001 – 2011 el programa “Pequeñas ciudades, grandes emociones”. La finalidad es crear un destino turístico de calidad para su adecuado posicionamiento, promoción y comercialización en el mercado para posibilitar la creación de empleo y de infraestructuras turísticas y la conservación y puesta en valor del patrimonio natural e histórico.